# Rivière Thompson (tillflöde till Lac De Montigny)
Rivière Thompson är ett vattendrag i Kanada, ett tillflöde till Lac De Montigny. Det rinner genom provinsen Québec, i den sydöstra delen av landet, 300 km nordväst om huvudstaden Ottawa.